# Eutropis innotata
Eutropis innotata (мабуя Бланфорда) — вид сцинкоподібних ящірок родини сцинкових (Scincidae). Ендемік Індії.

## Поширення і екологія
Мабуї Бланфорда відомі з кількох місцевостей, розташованих в центральній Індії, в штатах Махараштра, Мадг'я-Прадеш і Андгра-Прадеш. Вони живуть в сухих тропічних лісах, серед опалого листя, на висоті від 200 до 600 м над рівнем моря.